# Ngôn ngữ đa năng
Ngôn ngữ đa năng (tiếng Anh: general-purpose language) là một ngôn ngữ máy tính có thể áp dụng rộng rãi trên các miền ứng dụng, và thiếu các tính năng chuyên biệt cho một miền cụ thể. Ngôn ngữ đa năng khác biệt với ngôn ngữ miền chuyên biệt (domain-specific language - DSL), loại ngôn ngữ máy tính vốn chuyên biệt cho một miền ứng dụng cụ thể. Tuy nhiên, điểm khác biệt giữa hai ngôn ngữ này không phải lúc nào cũng rõ ràng, vì một ngôn ngữ có thể có những tính năng chuyên biệt cho một miền ứng dụng cụ thể nhưng cũng có thể được áp dụng rộng rãi hơn, hoặc ngược lại về nguyên tắc có khả năng áp dụng rộng rãi nhưng thực tế chỉ được sử dụng chủ yếu cho một miền ứng dụng cụ thể.
Ngôn ngữ đa năng được chia nhỏ hơn theo loại ngôn ngữ, và gồm:
- Ngôn ngữ đánh dấu đa năng (general-purpose markup language), như XML[2]
- Ngôn ngữ mô hình đa năng (general-purpose modeling language) như Unified Modeling Language (UML)[3]
- Ngôn ngữ lập trình đa năng (general-purpose programming language), như C, Java hay Python[4]